# Eden Ahbez
Eden Ahbez (nascido George Alexander Aberle; 15 de abril de 1908 – 4 de março de 1995) foi um compositor de canções e  músico americano dos anos 1940-1960, cuja vida na Califórnia foi influente para o movimento hippie.
Ahbez compôs a canção "Nature Boy" que se tornou um sucesso no primeiro lugar durante oito semanas, em 1948 para Nat King Cole e desde então tornou-se um standard de pop e jazz. Viveu uma vida bucólica pelo menos a partir dos anos 40, viajou de sandálias e usou o cabelo pelos ombros e uma barba, acampou por baixo do primeiro L do Sinal de Hollywood, em Los Angeles e estudou misticismo oriental. Dormia ao ar livre com a sua família e comia vegetais, frutas e nozes. Dizia viver com três dólares por semana. Era vegetariano.
As suas canções foram interpretadas por artistas como Nat King Cole, Frank Sinatra, John Coltrane, Miles Davis, James Brown, Marvin Gaye, Ella Fitzgerald, Sarah Vaughan, Caetano Veloso, Doris Day, David Bowie com Massive Attack, Cher, Celine Dion, Sam Cooke, Django Reinhardt, Grace Slick & The Great Society, Don McLean, George Benson, José Feliciano, Shirley Bassey, Aaron Neville, Oscar Peterson, Sun Ra, Stan Getz, Woody Herman, Peggy Lee, Jackie McLean, Stephane Grappelli, Leonard Nimoy, Art Pepper, Paul Sullivan, Joe Pass, Grover Washington Jr., The Ink Spots, Chuck Brown, Kate Ceberano, Eartha Kitt, Kurt Elling, Earl Klugh, Abbey Lincoln,Ike Quebec Frankie Laine, Dick Haymes e Bobby Darin, Lady Gaga, Tony Bennett, Aurora Askenes, Kerli entre outros.